# Наказателят
„Наказателят“ (на английски: The Punisher) е американски супергеройски екшън филм на режисьора Джонатан Хенслей от 2004 г.
Базиран е на комиксовия антигерой Наказателя. Ролята на Франк Касъл се играе от Томас Джейн, а Джон Траволта изпълнява ролята на Хауърд Сейнт.